# Titus (Gorilla)
Titus (1974–2009) war ein männlicher Berggorilla, der im Gebiet der Virunga-Vulkane lebte. Er wurde seit seiner Geburt ständig beobachtet – unter anderem von der bekannten Gorilla-Forscherin Dian Fossey – und zählt somit zu jenen wild lebenden Gorillas, die am eingehendsten wissenschaftlich studiert wurden. Er ist Gegenstand und Protagonist der im Jahr 2008 gedrehten BBC-Dokumentation Titus: The Gorilla King.

## Biografie
Titus wurde am 24. August 1974 geboren und von Fossey, die damals seine Gruppe beobachtete, nach dem Romanhelden Titus Groan des britischen Schriftstellers Mervyn Peake benannt.
Als Titus vier Jahre alt war, schloss sich ein Schwarzrücken seiner Familie an, der von Fossey Beetsme genannt wurde. (Von einem Freund nach seinem Namen gefragt, antwortete sie „beats me“, dt. „keine Ahnung“.) Kurz darauf wurde Uncle Bert, der Vater von Titus und dominante Silberrücken der Gruppe, von Wilderern getötet. Beetsme versuchte daraufhin, die Familie zu übernehmen, wobei er die Tochter des dominanten Weibchens (Aunt Flossie) tötete. Er wurde jedoch als Anführer zurückgewiesen und alle Weibchen verließen die Gruppe.
Beetsme verstand sich aber sehr gut mit Titus, und die beiden bildeten den Kern einer (instabilen) Junggesellen-Gruppe, die acht Jahre lang keinen Kontakt zu weiblichen Gorillas hatte. Während dieser Zeit wurde zwischen ihnen homosexuelles Verhalten beobachtet. Schließlich schlossen sich ihnen fünf Weibchen an, und Beetsme – nun ein ausgewachsener Silberrücken – etablierte sich als Anführer der Gruppe und vertrieb alle anderen männlichen Gorillas mit Ausnahme von Titus.
Die Weibchen fühlten sich offenbar stärker von Titus angezogen und paarten sich hinter Beetsmes Rücken mit ihm. DNA-Analysen belegen, dass er bereits im Alter von 11 Jahren (1985) mit dem dominanten Weibchen Papoose sein erstes Kind (Kuryama) zeugte, obwohl er immer noch ein Schwarzrücken und damit Beetsme untergeordnet war. Die geheim gehaltenen sexuellen Kontakte dauerten sechs Jahre an, während sich Titus nach und nach zum Silberrücken entwickelte. Er übte zunehmend die Kontrolle über die Gruppe aus und ersetzte schließlich im Alter von 18 Jahren (1992) Beetsme als deren Anführer. Die Übernahme verlief gewaltfrei, und Titus wurde von dem entthronten Beetsme bis zu dessen Tod im Jahr 2001 unterstützt.
Titus zeugte mehr Nachkommen als jeder andere bekannte Gorilla und war Herr über die größte Gorilla-Familie weltweit. Im Alter von 30 Jahren jedoch schwanden seine Kraft und sein Einfluss und er musste immer wieder Kämpfe mit seinem erstgeborenen Sohn Kuryama austragen.
Im Frühjahr 2007 führte Titus seine Familie zum Gipfel eines der Virunga-Vulkane. Die niedrigen Temperaturen auf dieser Höhe waren für die Halbwüchsigen lebensbedrohend. Während Titus dort – zu lange – verweilte, übernahm Kuryama gewaltlos die Führung über die Mehrheit der Gruppe, indem er sie vom Gipfel nach unten brachte. 
In den beiden folgenden Jahren verließen alle Weibchen bis auf Titus’ langjährige Gefährtin Tuck die Gruppe; außer ihr bestand sie nun nur noch aus drei Schwarzrücken und zwei Halbwüchsigen. Unter ihnen war der vierjährige, von seiner Mutter verlassene Ihumure, dem Titus als einziger Schutz gewährte und der nicht von dessen Seite wich.
Im August 2009 tauchte plötzlich der 17-jährige Mushikirano (genannt Rano) wieder auf, ein weiterer Sohn von Titus, der bis dahin als Einzelgänger gelebt hatte. Seine Herausforderung war zu viel für den geschwächten 35-jährigen Silberrücken. Um sie zu vermeiden, hielt er seine Familie ständig in Bewegung und hinderte sie so an der Nahrungsaufnahme und den notwendigen Ruhezeiten. Der Stress, bedingt durch Ranos beharrliche Verfolgung, beschleunigte offenbar den physischen Verfall von Titus.
Am 14. September 2009 wurde Titus tot in seinem Schlafnest aufgefunden, mit dem jungen Ihumure an seiner Seite. Dieser verstarb – nun ohne den Schutz des Silberrückens und zudem stark mitgenommen von der langen Wanderschaft – nur vier Tage später. Titus wurde am 16. September im Rahmen einer speziellen Zeremonie auf dem Gorillafriedhof des Karisoke Research Center unweit der letzten Ruhestätte von Dian Fossey beigesetzt.
Ranos Strategie ging auf. Er übernahm daraufhin die Gruppe seines Vaters – die immer noch dessen Namen trägt – und führte sie bis zu seinem frühen Tod im Juli 2014 an.